# Desperado (együttes)
A Desperado egy 1998-ban alakult, ötszörös arany- és kétszeres platinalemezes magyar popzenei együttes. Az együttes 2021. augusztus 4-én bejelentette, hogy Gábor Bernadett 20 év után kilép az együttesből.

## Az együttes története
1993-as évi Ki mit tud?-on két debreceni könnyűzenei együttes is elindult: a Tornádó, valamint a  verseny nagy esélyesének tartott, dallamos rockzenét játszó President. A President tagja volt többek között Kovács Axel és Bodnár Zsolt, a Tornado tagja pedig Czifra Sándor (Mosquitó) és Zolnai András (Zoy).
1996-ban a Presidentből kilépett Kovács Axel és a Tornádóból kilépett Czifra Sándor megalakították a Kerozin együttest, majd a Kerozin sikereit látva 1998-ban Zolnai András és Bodnár Zsolt a Desperadot.
Az együttes nevét az akkoriban igen sikeres Desperado című film után kapta, ebben Zoy! hasonlósága Antonio Banderas filmben látható karakterével is közrejátszott. Később csatlakozott hozzájuk Meli (Mercs Melinda), aki a együttes énekesnője lett.
Zolnai András  a Desperado egyik alapítója és dalszerzője. Tanulmányait Debrecenben kezdte. Az Ady Endre Gimnázium ének-zene tagozatán érettségizett, majd a bajai Eötvös József Főiskolán diplomázott. Marketing és reklám szakon felsőfokú képesítést szerzett. A Desperado együttes dalszerzőjeként több mint 50 sláger megalkotója volt. A Táncolj, Rajtad múlik, Ég veled és Fáj című slágerei az országos rádiók listavezető dalai is voltak. Szerzőtársával, a zeneszerző, zenei producer Czifra Sándorral (Mosquito) több mint 20 évig alkottak szerzőpárost.
1998 nyarán egy négy számos demo CD-t készítettek. Már abban az évben elkezdtek koncertezni, és a rádiók is műsorukra tűzték az első számaikat.
Meli távozása után, 2000-ben csatlakozott hozzájuk Gábor Bernadett. Ebben az évben készült el az együttes első hivatalos kislemeze az Aranyhal című dalból, ami áttörést hozott az együttes életében. A BMG-Ariola lemezszerződést kínált a Desperadónak.
A dal videóklipjének forgatása után stúdióba vonult az együttes, hogy elkészítse első nagylemezét. Az előzetes tervek szerint 11 saját szám került volna az albumra, ám egy váratlan baleset meghiúsította az elképzelést. A Kerozin és a Desperado egy közös koncertre indult éppen, amikor a Kerozin autója Hajdúsámson határában az árokba borult. Az autóban tartózkodott a Desperado énekesnője Betti is, aki súlyos szegycsonttörést és csigolyarepedést szenvedett. A gyógyulás hosszú heteket vett igénybe, így a koncepciót át kellett alakítani. Végül 9 saját számmal és egy Mosquito-remixszel, valamint egy Ger-Man, Dj Scaty nevével fémjelzett Megamixszel lett teljes az album. A csúszás miatt az album csak 2000 novemberének elején jelent meg Kívánhatsz bármit címmel. A megjelenés után az együttes rögtön két kislemezt jelentett meg a Bújj hozzám és a Szomorú alkalom című dalokból (az utóbbiból videóklip is készült).
2001 májusának elején jelent meg az album negyedik kislemeze, a már közkedvelt Akarom Őt! című számból, melyhez videóklip is készült. A Desperado a 2001-es ifjúsági atlétikai világbajnokság nyitó- és záróünnepségén is részt vett.
2002 februárjában jelent meg az együttes második albumának első, beharangozó kislemeze a Tanár Úr! című dalból, és nyáron a második kislemez a Gyere és álmodj! című dalból, melyekhez videóklipeket is készítettek. November 1-jén jelent meg a Desperado második albuma Gyere és álmodj! címmel. Karácsonyra aranylemez lett, és ezzel egy időben az első album is elérte az arany minősítést (utóbbi később platinalemez lett).
Következő évben az albumról még két kislemez jelent meg a Rajtad múlik és az Ég veled! című dalokból, melyekhez videóklipeket is készítettek. Május 27-én DJ BoBo előzenekaraként léptek fel a Margitszigeti Szabadtéri Színpadon. 2003 karácsonya előtt átvehette a csapat a második albuma után járó platinalemezt.
2004 augusztusának elején jelent meg az együttes harmadik albumának első, beharangozó kislemeze a Csak egy perc… című dalból, amelyhez klip is készült. A harmadik album októberben jelent meg Csak egy perc címmel.
2005 márciusában jelent meg az album harmadik kislemeze az Add nekem az álmod! című dalból, melyhez klip is készült. 
Májustól elindult a Desperado zenekar élő koncertkörútja. Nyár közepén, az együttes Csak egy perc című albuma is elérte az aranylemez minősítést. Október elsején készült el az album negyedik kislemeze a Fáj című lírai dalból.
A következő évben jelent meg az együttes negyedik albuma Táncolj címmel, amellyel párhuzamosan megjelent az első kislemez szintén Táncolj címmel.
Az albumról később még két kislemez jelent meg, a Pál Tamással készült A csillagokban járunk című dalból és a Kerek az élet című dalból, melyek videóklipeket is készítettek.
2008-ban az együttes stílust váltott. Megjelent az ötödik nagylemezük Érezd a zenét címmel, amelyen inkább R&B-dalok hallhatók.
Az album első kislemeze az Érezd a zenét című dalból készült. A Fütyülök rád! dal a dance stílust country és western elemekkel vegyítí. A dalból készült klip Texasban játszódik, de valójában az Alföldön forgatták.
2014-ben a „Ne félj” című lassú számot Zoy eredetileg saját magának írta volna édesapja halála okán, ám a dal felvételének munkálatai közben szerzőtársával Mosquito-val a karácsony körüli megjelentetésről határoztak. Következő év elején Dannona rapper közreműködésével új verzió is készült a dalból. Az év végén jelent meg Sándor András, a Best magazin egykori szerkesztőjének „Mélyinterjúk” című könyve, melyben az együttes is helyet kapott.
Az eddigi legnagyobb sikerek és három bónuszdal alapján jelent meg 2016-ban a Best of Desperado válogatáslemez, mely kizárólagos szerződés alapján csak a  MOL benzinkutakon volt kapható. Az album hamarosan aranylemez lett.
2021-ben húsz év után Betti szólókarrier okán kilépett az együttestől, helyére Böjte Réka került, de másfél év után szakmai nézetkülönbségek miatt elhagyta az együttest. A Desperadohoz ezután új énekesnő csatlakozott, az együttes azóta Desperado feat.Timi néven lép fel.

## Díjai, elismerései
- 2004 – Popcorn Könnyűzenei Magazin (Az év kedvenc magyar együttese)
- 2012 – Transilvanian Music Awards (Az év legjobb pop-dance együttese)
- 2013 -Transilvanian Music Awards (2 díj: az év legjobb pop-dance csapata és az év diszkó slágere)

## Tagok

### Korábbi tagok
- Mercs Melinda (1998−2000) – ének
- Gábor Bernadett (2000−2021) – ének
- Böjte Réka (2021−2023) – ének

### Jelenlegi tagok
- Timi (ének)
- Zsolti (ének, rap, gitár)
- Zoy! (dalszerző, szövegíró, gitár)

## Diszkográfia

### Albumok
| Év   | Album                                                           | Legmagasabb helyezés                   | Minősítés      |
| Év   | Album                                                           | MAHASZ Top 40 album- és válogatáslemez | Minősítés      |
| ---- | --------------------------------------------------------------- | -------------------------------------- | -------------- |
| 2000 | Kívánhatsz bármit - 1. stúdióalbum - Megjelenés: 2000           | 31                                     | - Platinalemez |
| 2002 | Desperado Gyere és álmodj! - 2. stúdióalbum - Megjelenés: 2002  | 4                                      | - Platinalemez |
| 2004 | Csak egy perc - 3. stúdióalbum - Megjelenés: 2004               | 13                                     | - Aranylemez   |
| 2006 | Táncolj! - 4. stúdióalbum - Megjelenés:2006                     | 7                                      | - Aranylemez   |
| 2008 | Érezd a zenét - 5. stúdióalbum - Megjelenés: 2008               | 36                                     |                |
| 2016 | Best Of - válogatás, 3 új dallal kiegészítve - Megjelenés: 2016 | 3                                      | - Aranylemez   |

## Legismertebb dalaik
- 2001 Akarom őt
- 2002 Tanár úr
- 2002 Gyere és álmodj
- 2003 Rajtad múlik
- 2004 Csak egy perc
- 2005 Fáj
- 2003 Ég veled
- 2006 Táncolj
- 2013 Ma éjjel
- 2009 Érezd a zenét
- 2010 Fütyülök rád
- 2011 Őrült álom
- 2012 Miért múlik el
- 2016 Ölelj át
- 2000 Szomorú alkalom

## Slágerlistás dalok
| Év   | Dal                                            | Legmagasabb helyezés | Legmagasabb helyezés          | Legmagasabb helyezés | Legmagasabb helyezés | Legmagasabb helyezés | Legmagasabb helyezés | Album                |
| Év   | Dal                                            | VIVA Chart           | Mahasz Editors’ Choice Top 40 | Mahasz Rádiós Top 40 | Mahasz Dance Top 40  | Single Top 40 lista  | EURO 200             | Album                |
| ---- | ---------------------------------------------- | -------------------- | ----------------------------- | -------------------- | -------------------- | -------------------- | -------------------- | -------------------- |
| 2000 | Aranyhal                                       | ?                    |                               | 10                   |                      |                      |                      | Kívánhatsz Bármit    |
| 2000 | Szomorú Alkalom                                | ?                    | 16                            | 2                    |                      |                      |                      | Kívánhatsz Bármit    |
| 2001 | Akarom Öt                                      | ?                    | 19                            | 21                   |                      |                      |                      | Kívánhatsz Bármit    |
| 2002 | Tanár Úr                                       | ?                    | 8                             | 2                    |                      |                      |                      | Kívánhatsz Bármit    |
| 2002 | Gyere És Álmodj                                | ?                    | 14                            | 17                   |                      |                      |                      | Gyere És Álmodj      |
| 2003 | Rajtad Múlik                                   | ?                    | 2                             | 6                    |                      |                      |                      | Gyere És Álmodj      |
| 2003 | Ég Veled!                                      | ?                    | 13                            | 17                   |                      |                      |                      | Gyere És Álmodj      |
| 2004 | Csak Egy Perc                                  | ?                    | 4                             | 11                   |                      |                      |                      | Csak egy perc        |
| 2005 | Add Nekem Az Álmod!                            | ?                    | 14                            | 9                    |                      |                      | 134                  | Csak egy perc        |
| 2005 | Fáj                                            | ?                    | 2                             | 23                   |                      |                      | 175                  | Csak egy perc        |
| 2006 | Táncolj!                                       | ?                    | 15                            | 18                   |                      |                      | 165                  | Táncolj!             |
| 2007 | Desperado feat Pál Tamás A Csillagokban Járunk | ?                    | 28                            | 27                   |                      |                      | 176                  | Táncolj!             |
| 2007 | Kerek az élet                                  | ?                    | 17                            | 20                   |                      |                      | 161                  | Táncolj!             |
| 2008 | Érezd a zenét!                                 | ?                    | 13                            | 29                   |                      |                      | 138                  | Érezd a zenét!       |
| 2009 | Mondd, mit szólsz?                             | ?                    | 25                            | 21                   |                      |                      | 181                  | Érezd a zenét!       |
| 2010 | Fütyülök rád                                   | ?                    | 12                            | 28                   |                      |                      | 146                  | Érezd a zenét!       |
| 2011 | Egy őrult álom                                 | ?                    | 21                            | 23                   |                      |                      | 133                  | Best of              |
| 2012 | Miért múlik el? (road movie)                   | ?                    | 27                            | 36                   |                      |                      | 144                  | Best of              |
| 2013 | ma éjjel feat L.L Junior                       | ?                    | 22                            | 26                   |                      |                      | 132                  | Best of              |
| 2015 | Ne Félj                                        | ?                    | 27                            | 22                   |                      |                      | 174                  | nem szerepel albumon |
| 2016 | Ölelj át                                       | ?                    | 18                            | 218                  |                      |                      | 133                  | Best of              |
| 2017 | Csak a zene kell (DJ Szatmári feat. jucus)     | ?                    | 12                            | 29                   |                      |                      | 156                  | Best of              |
|      |                                                | Összesítés           |                               |                      |                      |                      |                      |                      |

## Videóklipek
- 2000 Aranyhal
- 2000 Szomorú alkalom
- 2001 Akarom őt!
- 2002  Tanár Úr!
- 2002 Gyere és álmodj
- 2003 Rajtad múlik
- 2003 Ég veled!
- 2004 Csak egy perc...
- 2005 Add nekem az álmod
- 2005 Fáj!
- 2006 Táncolj!
- 2007 A csillagokban járunk feat Pál Tamás
- 2007 Kerek az élet
- 2008 Érezd a zenét!
- 2010 Fütyülök rád!
- 2011 Play win feat Egy őrült álom
- 2012 Miért múlik el? (road movie)
- 2013 Ma éjjel
- 2016 Ölelj át!
- 2017 Csak a Zene Kell Dj Szatmári feat jucus
- 2019 Tőled Kaptam én